# 斑深海鰩
斑深海鰩（學名：Bathyraja maculata），為軟骨魚綱鰩目單鰭鰩科深海鰩屬的一種，以分布於北太平洋白令海海域，深度70至1193公尺，本魚背部顏色為灰色至棕色，帶有白色斑點，而腹側顏色較淺，帶有較深的斑點，背面粗糙，有刺，腹面光滑，體長可達134公分，棲息在深海沙泥底質海域，為底棲性魚類，卵生，雌魚會產下帶有角的長方形卵囊，成對出現，幼魚通常會跟隨較大的個體，屬肉食性，生活習性不明，可做為食用魚。